# Chhatrasal

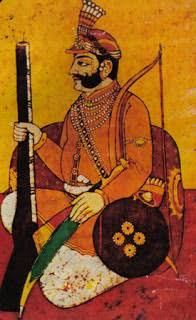
Raja Chhatrasal

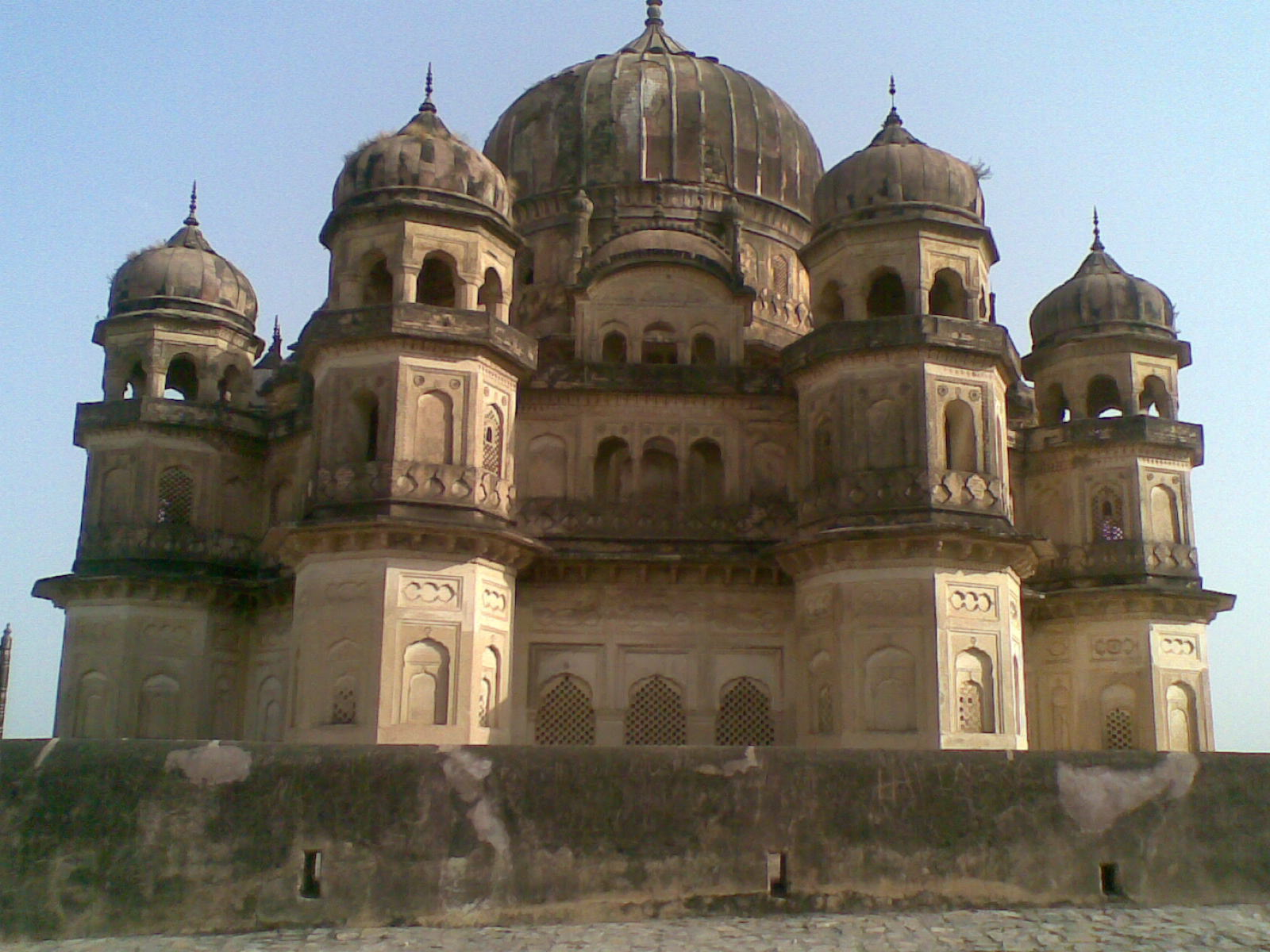
Chhatrasal-Palast (heute Museum)

Der Hindu Chhatrasal (* 4. Mai 1649 in Tikamgarh; † 20. Dezember 1731) war in den Jahren 1675 bis zu seinem Tod Raja von Panna in der nordindischen Region Bundelkhand. Er war ein erbitterter und ausdauernder Gegner des Mogulherrschers Aurangzeb (gest. 1707), den er um 24 Jahre überlebte.

## Leben und Taten
Chhatrasals Leben und Taten sind teilweise überlagert und vermischt mit zahlreichen Legenden. Er entstammte dem Fürstenhaus Orchha; seine Eltern waren Champat Rai und seine Ehefrau Sarandha. Als er 12½ Jahre alt war, wurde sein Vater von den Moguln getötet – die genauen Umstände sind unbekannt. In den Jahren 1665/6 schloss er sich sogar der Mogularmee an, um deren Waffen und Taktiken kennenzulernen. Danach ging er an den Hof des Marathenführers (chhatrapati) Shivaji und wagte etwa 10 Jahre später mit etwa 30 Mann den offenen Aufstand gegen die Moguln, die ihn und seine kleine Truppe jedoch kaum beachteten. Erst in den 1720er Jahren proklamierte er die Loslösung Bundelkhands aus dem Mogulreich, welches ihn daraufhin verfolgte. Er floh und suchte militärische Unterstützung bei Bajirao I., dem Ersten Minister (peshwa) des Marathenführers Shahu I. Diesem gab er auch seine Tochter Mastani zur Frau. Chhatrasal war alt geworden und starb im Jahr 1731, doch zuvor übereignete er ein Drittel seines Reiches an die Marathen.
Trotz all seiner militärischen Unternehmungen (insgesamt wurden 252 ermittelt), war Chhatrasal ein Förderer der Kultur an seinem Hofe. Er unterstützte auch die Jain-Religion mit Geldern für die bedeutende Pilgerstätte Kundalpur. In Bundelkhand ist er bekannt als „Meister des Schwertes und der Feder“ (Kalam aur Talwaar ke Dhanee). Darüber hinaus werden ihm einige Bauten und Bewässerungsprojekte zugeschrieben.

## Ehrungen
Die Großstadt Chhatarpur ist nach ihm benannt und auch der etwa 15 km entfernte Ort Dhubela ist stolz auf den von ihm restaurierten achteckigen Palast (heute Maharaja Chhatrasal-Museum) und den sehr ähnlichen Grabbau (chhatri). Das Chhatrasal Stadium in Delhi trägt seinen Namen. Im biografisch geprägten Spielfilm Veer Chhatrasal aus dem Jahr 1971 stehen Aspekte seines Lebens und Wirkens im Mittelpunkt, ebenso in der im Jahr 2021 produzierten Videoproduktion Chhatrasal.